# Pomasia conferta
Pomasia conferta är en fjärilsart som beskrevs av Swinhoe 1902. Pomasia conferta ingår i släktet Pomasia och familjen mätare. Inga underarter finns listade i Catalogue of Life.